# Schizonycha ampliaticollis
Schizonycha ampliaticollis är en skalbaggsart som beskrevs av Louis Burgeon 1946. Schizonycha ampliaticollis ingår i släktet Schizonycha och familjen Melolonthidae. Inga underarter finns listade i Catalogue of Life.